# Vouthon
Vouthon è un comune francese di 349 abitanti situato nel dipartimento della Charente, nella regione della Nuova Aquitania.

## Monumenti e luoghi d'interesse
Grotta de la Chaise. In località La Chaise-de-Vouthon, sulla riva sinistra del fiume Tardoir, si trova un sito archeologico dove, a partire dal 1850, sono stati ritrovati resti dell'Homo neanderthalensis. Non solo resti neandertaliani, ma anche alcune loro sepolture.

## Società

### Evoluzione demografica
Abitanti censiti